# 959.
◄ | 9. stoljeće | 10. stoljeće | 11. stoljeće | ►
◄ | 920-ih | 930-ih | 940-ih | 950-ih | 960-ih | 970-ih | 980-ih | ►
◄◄ | ◄ | 956. | 957. | 958. | 959. | 960. | 961. | 962. | ► | ►►
Astronomija • Knjige • Književnost • Kršćanstvo • Pravo • Promet

## Događaji
- Pietro IV. Candiano je izabran za mletačkog dužda.

## Smrti
- 9. studenoga – Konstantin VII. Porfirogenet, bizantski car (* 905.)

## Vanjske poveznice
|  | Zajednički poslužitelj ima još gradiva o temi 959. |